# Baryceros flavofasciatus
Baryceros flavofasciatus là một loài tò vò trong họ Ichneumonidae.